# Salwator Ferrandis Seguí
Salvador Ferrandis Segui (ur. 25 maja 1880 w Alicante; zm. 3 sierpnia 1936) – hiszpański błogosławiony Kościoła katolickiego. 

## Życiorys
Studiował w seminarium duchownym, a w 1904 roku został wyświęcony na kapłana. Szczególnie pomagał ubogim i chorym. Został zamordowany w czasie wojny domowej w Hiszpanii.
Beatyfikował go w grupie Józef Aparicio Sanz i 232 towarzyszy Jan Paweł II w dniu 11 marca 2001 roku.